# Якоб Ортмарк
Якоб Аке Стефан Ортмарк (швед. Jacob Åke Stefan Ortmark, нар. 29 серпня 1997, Стокгольм, Швеція) — шведський футболіст, півзахисник клуб «Норрчепінг».

## Клубна кар'єра
Якоб Ортмарк народився у Стокгольмі і є вихованцем клубу «Броммапойкарна», де він пройшов шлях від юнацьких, молодіжних команд до першого складу. У 2014 році Якоб дебютував в основі у матчі Аллсвенскан. За три роки Ортмарк разом з командою вилетів з Аллсвенскан до Першого дивізіону і повернувся назад. Сезон 2018 року Ортмарк на правах оренди догравав у клубі «Єфле».
На початку 2019 року футболіст підписав дворічний контракт з клубом «Дегерфорс», з яким посів друге місце у турнірі Супереттан. Ще один сезон Ортмарк провів у «Сіріусі» з Уппсали.
У лютому 2022 року футболіст перейшов до складу «Норрчепінга».

## Збірна
Якоб Ортмарк провів кілька матчів у складі юнацьких збірних Швеції.

## Досягнення
Броммапойкарна
- Переможець Супереттан: 2017